# Anthospermum hispidulum
Anthospermum hispidulum är en måreväxtart som beskrevs av Ernst Meyer och Otto Wilhelm Sonder. Anthospermum hispidulum ingår i släktet Anthospermum och familjen måreväxter. Inga underarter finns listade i Catalogue of Life.